# Ioan Bogdan (labdarúgó)
Ioan Bogdan, Ion, Ionică (Bukarest, 1915. március 6. – 1992. július 10.) román válogatott labdarúgó, csatár, edző. Az 1940–41-es román bajnokság társgólkirálya.

## Pályafutása

### Klubcsapatban
1928-ban az Unirea Tricolor București csapatában kezdte a labdarúgást, ahol 1933-ban mutatkozott be az első csapatban. 1936 és 1946 között a Rapid București játékosa volt és hat román kupa-győzelmet (1937, 1938, 1939, 1940, 1941, 1942) ért el az együttessel. Az  1940–41-es idényben 21 góllal, holtversenyben Valeriu Nicolae Niculescuval a bajnokság gólkirálya lett. 1938-ban a francia Red Star Paris csapatában szerepelt kölcsönben. Az 1946–47-es idényben az MTK labdarúgója volt. A következő szezonban az olasz AS Bari együttesében játszott és itt vonult vissza az aktív labdarúgástól 1948-ban.

### A válogatottban
1937 és 1942 között 12 alkalommal szerepelt a román válogatottban és három gólt szerzett. Tagja volt a franciaországi világbajnokságon részt vevő csapatnak.

### Edzőként
1966 és 1970 között Libanonban dolgozott edzőként és két bajnoki címet nyert a Racing Bejrút csapatával.

## Sikerei, díjai

### Játékosként
Rapid București
- Román bajnokság
- 2.: 1936–37, 1937–38, 1939–40, 1940–41
  - gólkirály: 1940–41 (21 gól, Valeriu Nicolae Niculescuval holtversenyben
- Román kupa (Cupa României)
  - győztes: 1937, 1938, 1939, 1940, 1941, 1942

### Edzőként
Racing Bejrút
- Libanoni bajnokság
  - bajnok: 1967, 1970

## Statisztika

### Mérkőzései a román válogatottban
| Románia | Románia              | Románia                | Románia     | Románia  | Románia      | Románia           | Románia | Románia |
| #       | Dátum                | Helyszín               | Hazai       | Eredmény | Vendég       | Kiírás            | Gólok   | Esemény |
| ------- | -------------------- | ---------------------- | ----------- | -------- | ------------ | ----------------- | ------- | ------- |
| 1.      | 1937. július 8.      | Kaunas                 | Litvánia    | 0 – 2    | Románia      | barátságos        | 1       | 17'     |
| 2.      | 1938. június 9.      | Toulouse (FRA)         | Kuba        | 2 – 1    | Románia      | vb-nyolcaddöntő   | -       |         |
| 3.      | 1938. szeptember 6.  | Belgrád                | Jugoszlávia | 1 – 1    | Románia      | Eduard Benes kupa | -       |         |
| 4.      | 1939. október 22.    | Bukarest, ANEF-stadion | Románia     | 1 – 1    | Magyarország | barátságos        | -       |         |
| 5.      | 1940. március 31.    | Bukarest, ANEF-stadion | Románia     | 3 – 3    | Jugoszlávia  | Duna-kupa         | -       |         |
| 6.      | 1940. július 14.     | Frankfurt              | Németország | 9 – 3    | Románia      | barátságos        | -       |         |
| 7.      | 1940. szeptember 22. | Belgrád                | Jugoszlávia | 1 – 2    | Románia      | Duna-kupa         | 1       | 51'     |
| 8.      | 1941. június 1.      | Bukarest, ANEF-stadion | Románia     | 1 – 4    | Németország  | barátságos        | -       |         |
| 9.      | 1941. október 12.    | Bukarest               | Románia     | 3 – 2    | Szlovákia    | barátságos        | -       |         |
| 10.     | 1942. augusztus 16.  | Beuthen                | Németország | 7 – 0    | Románia      | barátságos        | -       |         |
| 11.     | 1942. augusztus 23.  | Pozsony                | Szlovákia   | 1 – 0    | Románia      | barátságos        | -       |         |
| 12.     | 1942. október 11.    | Bukarest               | Románia     | 2 – 2    | Horvátország | barátságos        | 1       | 65'     |
|         | Összesen             |                        |             | 12       | mérkőzés     |                   | 3       | gól     |